# کالین مک‌ری
کالین مک‌ری (انگلیسی: Colin McRae; ۵ اوت ۱۹۶۸ – ۱۵ سپتامبر ۲۰۰۷) راننده رالی اهل بریتانیا بود. 
وی در ۱۵ سپتامبر سال ۲۰۰۷ در نزدیکی منزل خانوادگی خود در شهر لنارک در اسکاتلند در حادثه سقوط بالگرد یوروکوپتر ای‌اس۳۵۰ اکوروی خود ، به همراه فرزند ۵ ساله خود بنام جانی و دوست جانی و دو دوست خانوادگی کشته شد.  
وی در تیم‌های تیم رالی جهانی سوبارو، تیم رالی جهانی سیتروئن، تیم رالی جهانی فورد و اشکودا موتوراسپورت عضویت داشت. مک‌ری در سال ۱۹۹۵ قهرمان رالی قهرمانی جهان شده است.